# 鲁文·巴尔加斯
鲁文·埃斯特凡·巴尔加斯·马丁内斯（西班牙語：Rubén Estephan Vargas Martínez；1998年8月5日—）是一名瑞士职业足球运动员，司职边锋或攻击中场，現效力于西班牙足球甲级联赛俱乐部西維爾和瑞士國家足球隊。

## 个人生活
瓦尔加斯生于阿德利根斯維爾，父亲是多米尼加人，母亲是瑞士人，他拥有两国公民身份。 